# Чагуанас
Чагуанас (англ. Chaguanas) — боро в западно-центральной части острова Тринидад в Тринидаде и Тобаго. Крупнейший и наиболее быстрорастущий населённый пункт страны.

## История
Основан в 1797 году.
Долгое время был второстепенным городом; быстрый рост начался в 1980-е. В 1990 году город получил статус автономного муниципалитета (до этого он был частью графства Карони).

## Население
По данным на 9 января 2011 года в боро проживало 83 516 человек: мужчин — 41 677, женщин — 41 839.
На 15 мая 2000 года население составляло 67 433 человек.

## Административное деление
Боро административно разделено на 18 сообществ (англ. community), 17 городских (англ. urban) и 1 полугородское (англ. semi-urban). Городское сообщение Лонгденвиль частично находится в регионе Кува-Табаквит-Талпаро.

### Список сообществ
| Административная единица | Оригинальное написание | Сообщество    | Население, чел. 2000 год | Население, чел. 2011 год | Площадь, км² | Плотность, чел./км² | Примечание |
| ------------------------ | ---------------------- | ------------- | ------------------------ | ------------------------ | ------------ | ------------------- | ---------- |
| Чагуанас-Пропер          | Chaguanas Proper       | городское     | 2 132                    | 2 610                    |              |                     |            |
| Чарливиль                | Charlieville           | городское     | 5 645                    | 7 462                    |              |                     |            |
| Эдинбург 500             | Edinburgh 500          | городское     | 3 112                    | 8 462                    |              |                     |            |
| Эдинбург-Гарденс         | Edinburgh Gardens      | городское     | 832                      | 937                      |              |                     |            |
| Индевор-Виллидж          | Endeavour Village      | городское     | 2 902                    | 4 449                    |              |                     |            |
| Энтерпрайз               | Enterprise             | городское     | 10 871                   | 14 434                   |              |                     |            |
| Эсмеральда               | Esmeralda              | городское     | 1 460                    | 1 972                    |              |                     |            |
| Фелисити                 | Felicity               | городское     | 6 466                    | 7 641                    |              |                     |            |
| Хоумлэнд-Гарденс         | Homeland Gardens       | городское     | 1 312                    | 1 764                    |              |                     |            |
| Джернинем-Джанкшен       | Jerningham Junction    | городское     | 4 276                    | 4 816                    |              |                     |            |
| Лэндж-Парк               | Lange Park             | городское     | 3 483                    | 4 042                    |              |                     |            |
| Лендор-Виллидж           | Lendore Village        | городское     | 1 638                    | 1 809                    |              |                     |            |
| Лонгденвиль              | Longdenville           | городское     | 8 870                    | 11 510                   |              |                     |            |
| Монтроуз-Виллидж         | Montrose Village       | городское     | 3 348                    | 4 298                    |              |                     |            |
| Мунро-Сеттлмент          | Munroe Settlement      | городское     | 1 377                    | 1 646                    |              |                     |            |
| Питерфилд                | Petersfield            | полугородское | 815                      | 1 180                    |              |                     |            |
| Сент-Чарльз-Виллидж      | St. Charles Village    | городское     | 4 202                    | 5 320                    |              |                     |            |
| Сент-Томас-Виллидж       | St. Thomas Village     | городское     | 340                      | 335                      |              |                     |            |

## Инфраструктура
Недалеко находится закрытая Военно-воздушная база Карлсен, которую ВВС Армии США использовали во время Второй мировой войны.